# Langona tigrina
Langona tigrina är en spindelart som först beskrevs av Simon 1885.  Langona tigrina ingår i släktet Langona och familjen hoppspindlar. Inga underarter finns listade i Catalogue of Life.